# Trésor de Xaintray
Le trésor de Xaintray est un ensemble de 2 000 pièces de monnaie en argent et en billon (alliage d'argent et de cuivre) datant des XIIIe siècle et XIVe siècle, découvert en mars 2022 dans un jardin d'une propriété privée située sur le territoire de la commune de Xaintray, dans les Deux-Sèvres.

## Histoire de la découverte
Cet ensemble de pièces de monnaies médiévales, découvert le 20 mars 2022, est présenté par la Direction régionale des affaires culturelles (DRAC) comme « le plus important ensemble connu dans le département des Deux-Sèvres pour les XIIIe – XIVe siècles ».
Il était enfoui dans le jardin d'une villa située dans la commune de Xaintray, enveloppé dans un tissu et placé dans une poterie,. Il est trouvé par un couple de propriétaires qui souhaitait aménager leur jardin. La semaine suivante, se conformant à la loi, il le déclare à la DRAC.
Ce couple a affirmé à la presse que « ce lot de monnaies a été mis au jour à quelques centimètres de profondeur au sein d’un ensemble de ruines potentiellement médiévales ». Révélé en avril 2024, ce trésor avait auparavant fait l'objet d'investigations par l'ancien propriétaire des lieux durant les années 1980, notamment dans les caves de la maison et dans son terrain, mais restées sans succès. Il avait mis au jour des vestiges médiévaux lors de ses fouilles tandis que le trésor fut trouvé sur une partie du jardin qu'il avait largement décaissé.

## Contenu du trésor
Il s'agit d'un ensemble de 2 000 pièces de monnaie en argent et en billon. Il a été estimé datant des XIIIe siècle et XIVe siècle. Les plus anciennes pièces sont des gros tournois (ou gros de saint Louis), une monnaie royale française créée par le roi Louis IX (1226-1270) et émises à partir de 1266, alors que les plus récentes datent du milieu de l'année 1352, ce qui laisse penser que l'enfouissement à du intervenir à cette date ou peu après. Il y a des monnaies féodales, émises par des seigneuries et une centaine de pièces étrangères d'origine britanniques (anglaises, écossaisses et irlandaises). Ainsi, des monnaies frappées à l'effigie de rois d'Angleterre, comme un estrelin du roi Édouard III (1327-1377) et un penny frappé dans un atelier de Cork en Irlande, sous le règne d'Édouard Ier (1272-1307), ont été découverts au sein du trésor.
Historiquement, ce trésor a été caché en pleine guerre de Cent Ans (1337-1453), période durant laquelle le duché d'Aquitaine appartenait à la couronne d'Angleterre.

## Restauration, recherche et propriété
L'expertise et la restauration des pièces ont été confiées par la DRAC à Arnaud Clairand, numismate et expert en monnaies, chercheur associé au Centre d'études supérieures de civilisation médiévale de l'université de Poitiers,. Les pièces étant oxydées et certaines collées entre elles, elles ont été nettoyées avec un acide léger, travail de restauration qui a duré plusieurs mois. Après la révélation du trésor, une conférence est organisée par le numismate à Parthenay le 12 avril 2024,.
L'absence de pièces d'or laisse penser que son propriétaire n'était sans doute pas un seigneur mais du moins une personne aisée au vu du nombre de pièces retrouvées. Selon Arnaud Clairand, le trésor a pu être conçu dans un but de thésaurisation, conservant probablement les économies d'un propriétaire terrien ou d'un riche commerçant, et enterré aux alentours de 1352, peu après le 22 juillet (datation de la plus récente pièce du trésor).
Aujourd'hui, le couple découvreur est le propriétaire des pièces. Leur terrain ayant été acheté avant juillet 2016, le Code civil stipule qu'un trésor appartient pour moitié à celui qui l'a découvert fortuitement et pour moitié au propriétaire du terrain,.